# La Carrera (Àvila)
La Carrera  és un municipi de la província d'Àvila, a la comunitat autònoma de Castella i Lleó.
| 1991 | 1996 | 2001 | 2004 |
| ---- | ---- | ---- | ---- |
| 346  | 302  | 274  | 245  |